# Laurent-Frédéric Bollée
Pour les articles homonymes, voir Bollée.
Laurent-Frédéric Bollée est un journaliste, chroniqueur, rédacteur en chef, commentateur spécialisé en sports mécaniques français, né le 9 mai 1967 à Orléans (Loiret). Il est également scénariste de bande dessinée et auteur de biographies de sportifs.

## Biographie

### Jeunesse
Laurent-Frédéric Bollée naît le 9 mai 1967 à Orléans, en Loiret. Il fait partie de la famille Bollée, fondeurs de cloches installée à Saint-Jean de Braye près d'Orléans. Il est aussi un lointain neveu des deux Amédée Bollée père et fils, et Léon Bollée, pionniers de l'automobile.
Après une scolarité effectuée à Boulogne-Billancourt puis Paris, il entre à l'Université Paris II où il obtient une licence AES en 1988 et se dirige à l'Université Paris IV-Sorbonne pour une maîtrise de journalisme au CELSA en 1990.

### Carrière dans le domaine des bandes dessinées

#### Premières années
Laurent-Frédéric Bollée commence dans la profession en 1988, à l'âge de 21 ans, alors qu'il est étudiant en journalisme. Il signe son premier contrat avec les éditions Le Vaisseau d'argent, fondées la même année par Christian Godard et Julio Ribera, pour scénariser Les 13 Transgressions de la collection Le Vagabond des Limbes présente sur les dessins d'Al Coutelis.
Entre 1993 et 1995, il écrit avec Jeanne Puchol pour la revue (À suivre), publiée par les éditions Casterman, trois récits de vingt pages dont Poète contumace (no 184), Fleur bleue (207) et Asile vénitien (no 214).
En 1995, il signe chez Dargaud la série de science-fiction Spartakus, aux côtés du dessinateur Michel Valdman, décédé peu de temps après.
Il retrouve, dix ans plus tard, le dessinateur Al Coutelis avec qui il crée pour Casterman la série policière A.D Grand-Rivière, mettant en scène un commissaire principal de couleur noire. Philippe Aymond y officie en tant que coloriste et ce dernier devient, deux ans plus tard, le dessinateur de la série Apocalypse Mania chez Dargaud, que Laurent-Frédéric Bollée a proposée en 1999. Le premier tome paraît en 2001, et la série comporte en tout huit volumes. Le dernier (Arena) est sorti en mai 2010.

#### Années 2000
En 2002, Laurent-Frédéric Bollée collabore avec les éditions Emmanuel Proust, en créant quatre séries : Hauteclaire, un thriller historique de cape et d'épée librement adapté d'une nouvelle Le Bonheur dans le crime, l'une des six Diaboliques, de Jules Barbey d'Aurevilly, en compagnie du dessinateur Benoît Lacou ; Mongo le magnifique, d'après le romancier américain George C. Chesbro, London Inferno réalisées avec le dessinateur Roger Mason, ainsi que Chinguetti, un album de science-fiction avec Guillaume Nicolle au dessin (et qui devient le coloriste des tomes sept et huit d'Apocalypse Mania).

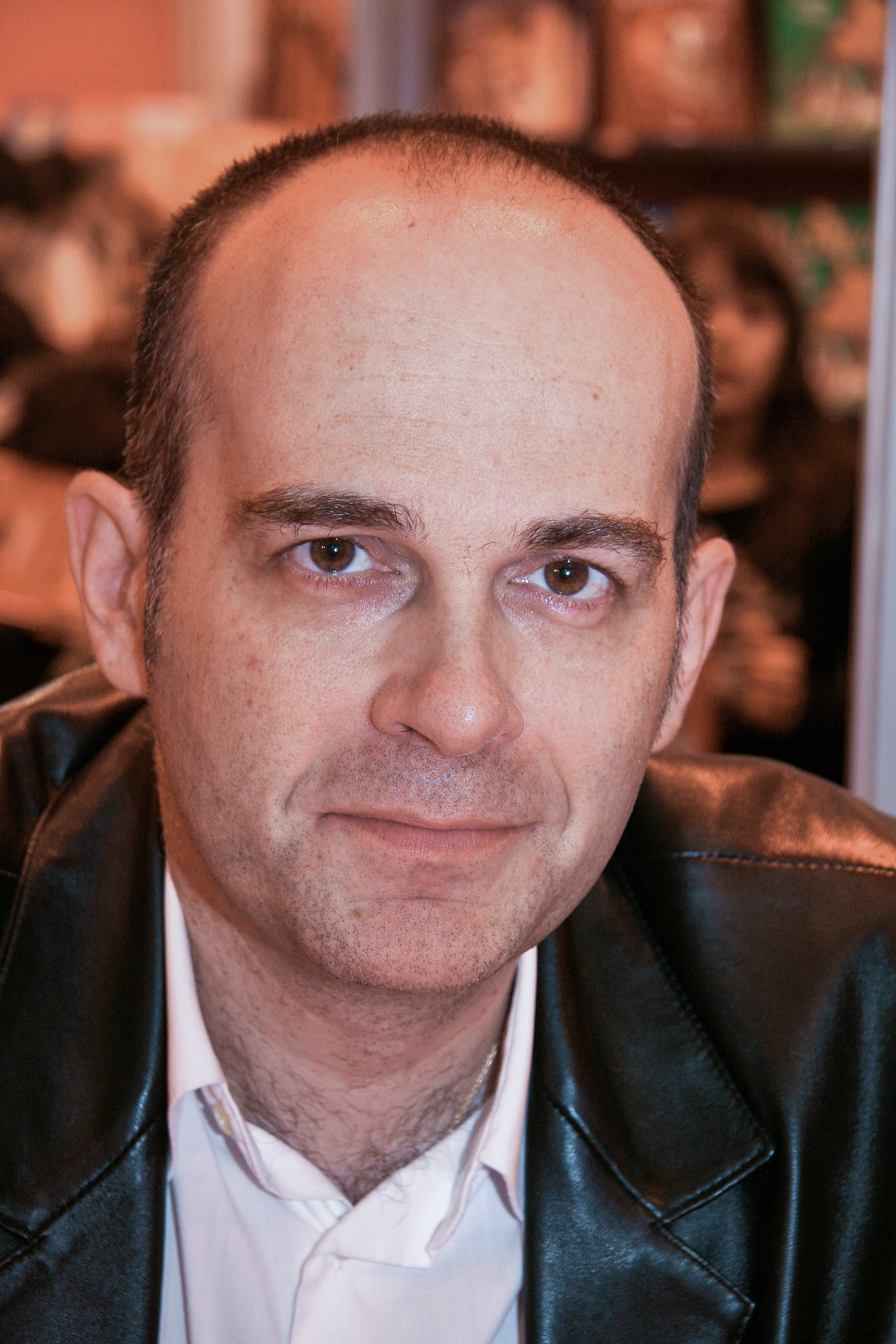
Laurent-Frédéric Bollée en 2008.

En 2006, il travaille sur la série en sept tomes, L'Ultime Chimère, à laquelle collaborent six dessinateurs différents, dont Griffo, Brice Goepfert, Fabrice Meddour, Olivier Mangin, Philippe Aymond et Héloret. Le premier tome paraît en 2008 chez Glénat, pour un rythme de diffusion d'un album tous les six mois. Le dernier tome, baptisé Les Nuits, sort en janvier 2011.
En 2008, pour les nouvelles éditions 12 bis, il écrit L'Idole et le Fléau, une série uchronique en quatre tomes, avec les dessins du Croate Igor Kordey, dont le premier tome paraît en avril 2009. Cette série, prévue à l'origine en quatre tomes, s'arrête au bout de deux volumes.

#### Années 2010
En avril 2010 paraît le premier tome (intitulé Acte I) d'un nouveau projet : Un long destin de sang. Dessiné par Fabien Bedouel et conçu comme une tragédie, le récit reçoit les dBD Awards du « meilleur scénario » et du « meilleur premier tome ».[réf. souhaitée] L'album est aussi sélectionné en juin 2010 parmi les « 20 Indispensables » de la bande dessinée du premier semestre 2010 par l'ACBD, qui confirme, quelques mois plus tard, que cet album fait partie des cinquante albums phares de l'année 2010. Le deuxième tome (Acte II) est sorti en avril 1990, avant qu'une intégrale d'Un long destin de sang (contenant des études de dessin de Bedouel) ne sorte en novembre 2012. La même année, il publie, avec Lucas Malisan, Les Amants de Carcassonne aux Éditions du Patrimoine - Glénat.

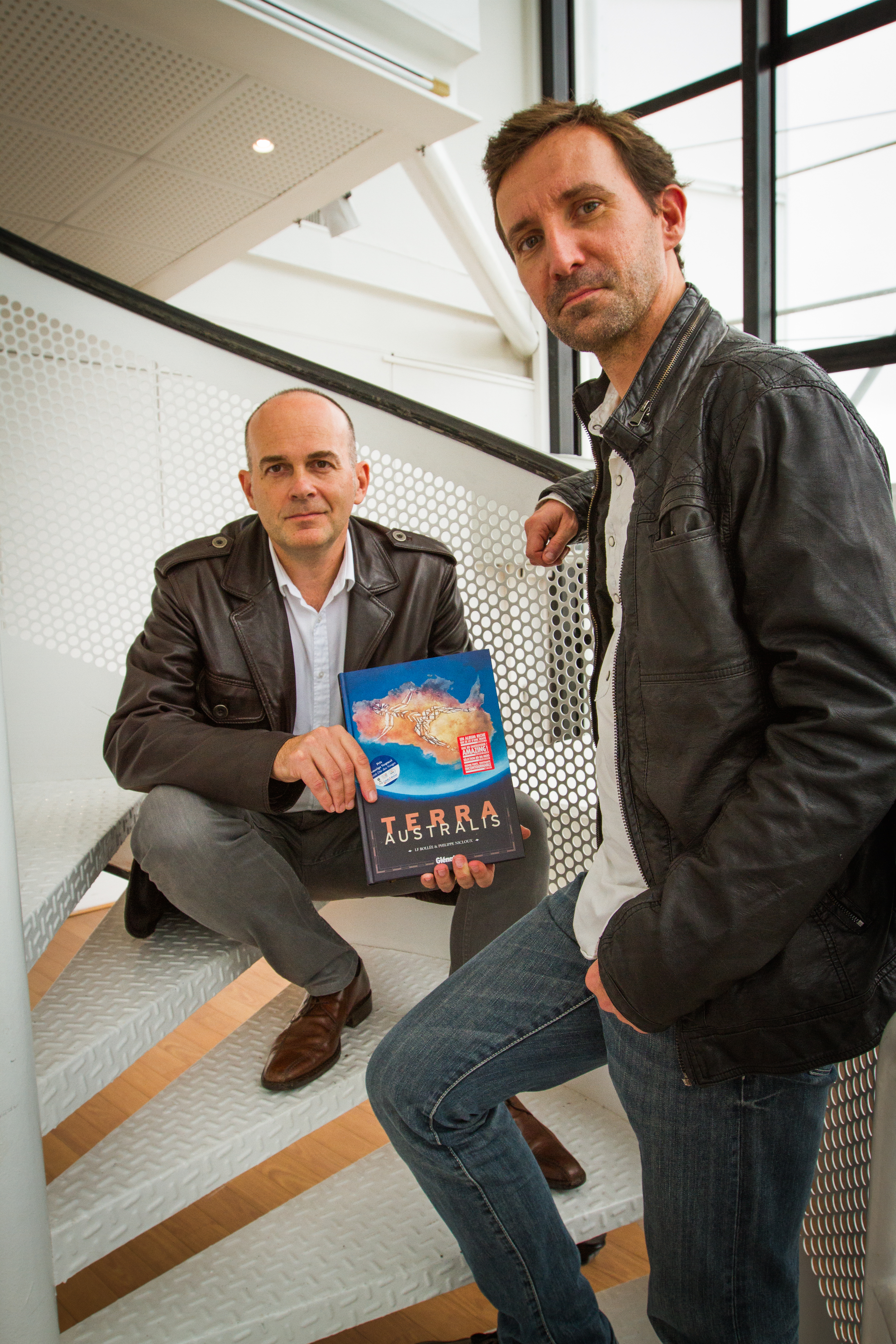
Laurent-Frédéric Bollée et Philippe Nicloux lauréats du prix Amerigo-Vespucci 2013 pour Terra Australis.

Toujours en 2010, chez Dargaud, il publie Speedway avec le dessinateur Siro. Puis, en 2013, paraît Terra Australis, dont le dessin est signé Philippe Nicloux : ce roman graphique de plus de 500 pages, consacré à la naissance de l'Australie et notamment à la First Fleet est paru chez Glénat. La même année, il obtient le prix Amerigo-Vespucci au festival international de géographie de Saint-Dié-des-Vosges. L'album se retrouve au mois de juin à la deuxième place des « 20 Indispensables » de la bande dessinée pour le premier semestre. La suite de Terra Australis intitulée Terra Doloris, paraît en 2018, toujours chez Glénat,.
Entre-temps, avec Philippe Nicloux, il réalise un autre roman graphique intitulé Matsumoto, qui raconte l'attentat au gaz sarin à Matsumoto par la secte japonaise AUM en juin 1994. L'album est publié au Japon, en 2017, et est nommé pour le prix culturel Osamu-Tezuka 2018.
En septembre 2013, un western est publié toujours chez Glénat : Deadline, one-shot de 80 pages, réalisé avec le dessinateur réaliste Christian Rossi. L'album figure dans la sélection officielle du Festival de BD d'Angoulême 2014. En octobre, paraît un épisode de la série XIII Mystery consacré au personnage de Billy Stockton qui apparaît dans le troisième album de la série XIII. Le dessin est assuré par Steve Cuzor.
Il publie ensuite plusieurs séries, dont Les Maîtres Saintiers, une saga familiale inspirée notamment par sa famille : quatre albums sont publiés entre 2015 et 2018. L'année 2016 voit la parution du roman graphique Contrecoups (Casterman), dessiné par Jeanne Puchol et qui traite de l'affaire Malik Oussekine,,. Toujours en 2016, il publie, avec le dessinateur Olivier Martin, l'album J’ai tué Marat (Vents d’Ouest).
À partir de 2017, il participe à une série historique (trois albums) intitulée LaoWai (Glénat) avec le concours d'Alcante, co-scénariste et de Xavier Besse pour le dessin.
En mai 2018, les éditions du Lombard annoncent la reprise du personnage de Bruno Brazil, créé à l'origine par Greg et William Vance, par Bollée et Philippe Aymond au dessin. Le premier album, Black Program, sort en octobre 2019 et le deuxième tome en novembre 2020.

#### Années 2020
Mars 2020 voit la publication du roman graphique La Bombe, qui raconte, en près de 450 pages, l'histoire vraie de la bombe atomique, de 1933 à 1945. Laurent-Frédéric Bollée retrouve pour l'occasion le scénariste belge Alcante avec lequel il travaille de plus en plus à quatre mains, le dessin étant assuré par le Canadien Denis Rodier. L'ouvrage fait partie de la sélection pour le grand prix de la critique 2021. L'album remporte le prix Cases d'Histoire et le prix de la critique ACBD de la BD québécoise. Lors de la remise des prix Atomium, en 2021, l'ouvrage gagne le prix Cognito de la BD historique.
Il scénarise pour Maran Hrachyan une bande dessinée biographique sur le comédien Patrick Dewaere : À part ça la vie est belle, parue chez Glénat en 2021.

### Carrière de journaliste

#### À la télévision
Avec le soutien de la Bourse Jean d'Arcy organisée chaque année par le service public de la télévision, et que Laurent-Frédéric Bollée remporte en 1990, il entre comme pigiste à Antenne 2 avant que la chaîne ne devienne France 2 où il intègre l'année suivante le service des sports comme chroniqueur des Grand Prix de Formule 1 dans l'émission Stade 2 pendant dix ans.[réf. souhaitée]
En 1999, il quitte France 2 pour intégrer la chaîne Motors TV, lancée le 1er septembre 2000, dont il est le rédacteur en chef et où il continue à commenter les événements des sports mécaniques. Motors TV a été rebaptisée Motorsport TV en mars 2017 mais la rédaction française est dissoute à l'été 2019 et il quitte son poste dans la foulée.
Il a également travaillé pour Eurosport, Canal+, I-Télé ou Infosport.

#### Dans la presse écrite
À partir de 2005, Laurent-Frédéric Bollée collabore au magazine automobile Échappement, en qualité de commentateur des manches du championnat du monde des rallyes présentées dans un DVD bonus et édité par le groupe Michel Hommell.
Il a écrit quelques articles pour L'Automobile Magazine.

#### À la radio
Entre 2007 et 2018, Laurent-Frédéric Bollée a présenté l'émission Motors tous les dimanches de 13 h à 14 h sur RMC, en alternance avec Jean-Luc Roy.

#### Podcasts
Depuis le mois d'août 2019, à la suite de son départ de Motorsport TV, Laurent-Frédéric Bollée fonde et anime L'After Lap, le « podcast du sport auto ».

## Autres
Laurent-Frédéric Bollée est souvent surnommé "LFB" (ses initiales).
Une exposition consacrée à l’œuvre éponyme Les Illuminés est présentée entre le 5 juillet 2024 et le 22 septembre 2024 à la maison des ailleurs, à Charleville-Mézières, en France. Elle décrit l'histoire de l'écriture du recueil Les Illuminations d'Arthur Rimbaud, relatée par la bande dessinée de Jean Dytar et Laurent-Frédéric Bollée, au moyen de reproductions en grand format de planches de cette dernière, accompagnées d'œuvres d'autres artistes.

## Publications
- Laurent-Frédéric Bollée, Lucien Gaudin : le maître des armes, éditions Cristel, 15 octobre 2001, 180 p., Broché (ISBN 978-2-84421-019-7)
- Laurent-Frédéric Bollée et Henri Suzeau (préf. Paul Newman), Sébastien Bourdais : Exil gagnant, Apach éditions, 16 novembre 2006, 255 p., Broché (ISBN 978-2-930354-43-9)
- Laurent-Frédéric Bollée, Jean Dytar, Les Illuminés, 2023